# Joel Forbes
Joel Forbes (* 1956) ist ein US-amerikanischer Musiker (Kontrabass, auch Komposition) des Mainstream Jazz.

## Leben und Wirken
Forbes kam durch seinen Vater Joel Forbes senior (1928–2002), der als Pianist in New York City arbeitete, schon früh mit Jazzmusik in Berührung. Er war ab den 1990er-Jahren in der New Yorker Jazzszene aktiv; erste Aufnahmen entstanden 1994 mit Steve Brien und Ralph LaLama. Als Bassist spielte er in den folgenden Jahren in den Bands von Bryan Shaw, Wayne Escoffery, Dick Voigt, Lino Patruno, Grant Stewart, Frank Vignola, Joe Ascione, Ehud Asherie, Dick Hyman/Ken Peplowski, Barbara Rosene, Terry Myers, Jeff Hamilton, Rossano Sportiello und Molly Ryan. Im Quartett von Harry Allen mit Joe Cohn und Tom Merito konzertierte er 2000 auch in Deutschland. 
Mit Dan Barrett, Eddie Erickson und Rebecca Kilgore gründete Forbes das Swing-Quartett BED, mit dem er ab 2004 drei Alben vorlegte. U. a. mit Randy Reinhart, Joe Licari, Marty Grosz bildete er die Big Apple Jazz Band. Im Bereich des Jazz war er laut Tom Lord zwischen 1994 und 2015 an 63 Aufnahmesessions beteiligt. Eine Erkrankung an Multipler Sklerose zwang ihn, seine Musikerkarriere aufzugeben.

## Diskographische Hinweise
- BED: Becky Kilgore, Eddie Erickson, Dan Barrett & Joel Forbes: Bedlam (Blue Swing, 2006)
- Harry Allen / Joel Forbes / Rossano Sportiello: I Walk with Music (Gac, 2013)